# Metropolia di Bessarabia
La Metropolia di Bessarabia (in romeno: Mitropolia Basarabiei) è una chiesa ortodossa autonoma sotto la giurisdizione della chiesa ortodossa rumena, insieme alla Chiesa ortodossa moldava, posta sotto giurisdizione del Patriarcato di Mosca,  formano la più numerosa giurisdizione ortodossa della Moldavia

## Storia
La metropolia di Bessarabia ricollega le sue origini alla diocesi ortodossa rumena creata nel 1923 e organizzata nel 1925, dopo il passaggio dell'attuale Moldavia (la ex Bessarabia dell'impero russo) al Regno di Romania alla fine della prima guerra mondiale, quando l'arcivescovado di Chişinău è stato elevato al rango di metropolita entrando a far parte della Chiesa ortodossa rumena. Si procedette con una rapido mutamento della lingua liturgica dal paleoslavo al romeno. Tale modifica comportò l'allontanamento dell'arcivescovo (in carica dal 1915) Anastasius Gribanovsky (1873-1965) che si opponeva a tale cambio di giurisdizione canonica (espulso dalla Romania rimase fedele alla cosiddetta Chiesa ortodossa russa fuori dalla Russia di cui divenne il primate o gerarca dal 1936 al 1964). Inattiva durante l'occupazione sovietica della Bessarabia (1940-1941) e durante la repubblica sovietica di Moldavia (1944-1991), è stata rifondata il 14 settembre del 1992. Nel 1995 la metropolia è stata elevata al rango di esarcato, con giurisdizione sulle comunità ortodosse romene presenti nell'ex blocco sovietico e sulla diaspora moldava in tutto il mondo.
L'attuale metropolita di questa Chiesa è Petru Paduraru.
La maggioranza dei fedeli ortodossi della Moldavia fa parte però della Chiesa ortodossa moldava che è l'erede della diocesi istituita nel 1813 dalla Chiesa ortodossa russa ed è oggi una Chiesa autonoma parte del sinodo del patriarcato di Mosca e ad esso affiliata.

## Organizzazione
La metropolia conta quattro eparchie:
- Arcieparchia di Chișinău
- Eparchia di Balti
- Eparchia della Bessarabia del Sud (Cantemir)
- Eparchia di Dubăsari e Transnistria